# Vida y Color 3
Vida y Color 3 fou un àlbum de cromos creat per l'editorial barcelonina Álbumes Españoles, SA el 1970 i publicat a Vitòria (País Basc) per Heraclio Fournier. Adreçat a un públic infantil i dedicat a la divulgació de nocions de ciències naturals i etnografia, l'àlbum fou el darrer d'una trilogia iniciada pel primer Vida y Color (1965) i seguida per Vida y Color 2 (1968). Tal com va passar amb els dos anteriors, aquest tercer va tenir una gran difusió a tot l'estat espanyol.
L'obra, amb textos de José Miranda i Emili Balagué i il·lustracions de Joaquim Vehí -autor també dels dibuixos de l'àlbum precedent-, versava sobre mineralogia, diverses branques de la biologia (botànica, zoologia i anatomia humana) i etnografia (estudiava diversos grups ètnics del món, anomenats «races» a l'àlbum).

## Característiques
L'àlbum té un format apaïsat i mesura aproximadament 35 x 25 cm, té 63 pàgines i la col·lecció completa consta de 507 cromos d'aproximadament 10 x 7,5 cm cadascun. Tots els cromos, del tipus tradicional (calia fer servir cola per a enganxar-los a l'àlbum), són dibuixos a color de gran qualitat, obra de Joaquim Vehí. El sistema de fixat a les pàgines de l'àlbum era el d'enganxat únicament pel costat superior, de manera que, en aixecar el cromo, es podia llegir a sota l'explicació corresponent a aquella imatge concreta. Com a novetat, els cromos tenien una identificació multilingüe, amb el títol escrit a cadascun dels quatre angles en castellà, anglès, francès i alemany respectivament.
L'àlbum es venia a l'època en llibreries, papereries i quioscs. En aquesta mena d'establiments s'hi podien comprar també els cromos, els quals anaven dins de sobres tancats amb tres o quatre unitats cadascun. Com ja havia fet amb els àlbums anteriors, l'editorial endegà una campanya de màrqueting consistent a enviar representants de l'empresa als col·legis i, un cop allà, anaven classe per classe i en regalaven o en sortejaven uns quants entre els nens, a més de regalar uns quants cromos a tots els alumnes per a començar la col·lecció.

### Estructura
L'obra se subdivideix en els següents capítols:
- Presentació (p.1)
- Minerales (p. 2-5)
- Plantas (p. 6-11)
- Animales
  - Protozoos (p. 12-13)
  - Insectos (p. 13-19)
  - Peces (p. 20-24)
  - Anfibios (p. 25)
  - Reptiles (p. 26-28)
  - Aves (p. 29-34)
  - Mamíferos (p. 35-46)
- Razas Humanas (p. 47-53)
- Anatomía (p. 54-62)
- Indices (p. 63)

## Realització
Tot seguit, els títols de crèdit de l'àlbum:
- Realització: José Miranda Bello
- Realització adjunta: Emili Balagué Gómez
- Orientació pedagògica: Manuel Leal Gregori, Joaquim Fuster Canals, Manuel Taure, Lluís Monreal Agustí, Carlos Urreizti, José Ignacio Carmona, Angel Gabilondo, Fernando Navas
- Revisió tècnica i traduccions: Xavier Palaus Soler, Pere Cairó Arquer
- Il·lustracions: Joaquim Vehí Menéndez
- Muntatge i compaginació: Jesús Ponte Longa
- Revisió general d'idiomes: Traduccions Pawlowsky-Barcelona
- Impressió litogràfica: Heraclio Fournier, SA